# Koffee
Mikayla Simpson (* 16. Februar 2000), besser bekannt als Koffee, ist eine jamaikanische Reggae-Sängerin, Songwriterin, Rapperin, DJ und Gitarristin aus Spanish Town.

## Karriere
Koffee wurde in Spanish Town im Stadtteil Eltham View von ihrer Mutter, einer gelegentlichen Schauspielerin, Siebenten-Tags-Adventistin und Angestellten des Gesundheitsministeriums aufgezogen. Ihre ersten musikalischen Einflüsse gehen auf ihre Mutter zurück, die zu Hause amerikanischen R&B und Soul, aber auch klassischen Reggae spielte. Sie sang in ihrem Kirchenchor, brachte sich im Alter von zwölf Jahren das Gitarrespielen bei und fing an, inspiriert durch den Reggae-Sänger Protoje, erste Texte zu schreiben.
2016 gewann sie mit ihrem Auftritt die Talentshow ihrer Schule, ohne zu wissen, dass die ungezwungene Veranstaltung in der Schulcafeteria ein Vorsingen war. Sie fuhr fort, Musiktheorie und Gesangstechnik in ihrem High-School-Chor zu lernen. Ein entscheidender Moment war in ihrem letzten Jahr an der High School, als sie bei der Talentshow ihrer Schule vor rund 1.000 Leuten gegen andere begabte Künstler antrat. Sie gibt an, dass die Show ihr das erste Selbstvertrauen gab, Musik live spielen und darbieten zu können.
Mit dem Veröffentlichen eines Videos von ihrem Gesang auf Instagram gewann Koffee an breiterer Popularität. 2017 veröffentlichte sie ihre erste Single Legend mit nur ihrer Stimme und ihrer Akustikgitarre. Das Lied wurde als Hommage an den jamaikanischen Sprinter Usain Bolt zu einem viralen Instagram-Hit, nachdem er es auf seinem eigenen Instagram-Konto erneut veröffentlicht hatte. Das Bewusstsein für die Gewalt und die sozialen Probleme, mit denen sie aufwuchs, haben ihre Texte beeinflusst, und neben Protoje und Chronixx zählt sie Super Cat und Giggs zu ihren musikalischen Inspirationen.
2018 wurde Koffee von Cocoa Tea beim Reggae-Festival Rebel Salute in Jamaika und beim Rototom Sunsplash in Spanien vorgestellt. Auch Protoje bat sie, mit ihm aufzutreten. Chronixx lud sie ein, bei einer Sendung für BBC Radio 1Xtra in den Tuff Gong Studios mitzuwirken, und sie tourte mit ihm in Großbritannien. Am 10. November 2018 trat Koffee bei BBC Music Introducing Live auf.
Es folgte Burning, ihre Aufnahme vom Ouji Riddim (Upsetta Records), welcher vor allem durch die Künstler Busy Signal und Luciano bekannt geworden war. Burning entstand aus ihrem Antrieb heraus, trotz der Enttäuschung, nach Abschluss an der Ardenne High School nicht zur Oberstufe zugelassen zu werden, weiter nach vorne streben zu wollen. Das Lied verbrachte im Juni drei Wochen auf Platz 1 der Top 30 Reggae Charts im The Foundation Radio Network, welches New York City und Südflorida abdeckt.
Ihre Single Raggamuffin vom Dezember 2018 weist auf Waffengewalt und staatliche Vernachlässigung der Jugend in Jamaika hin. BBC Radio 1Xtra ernannte Koffee zu einer der 15 Künstler seiner Liste „Hot for 2019“. Ihre nächste Single Toast wurde von Walshy Fire von Major Lazer produziert. Sowohl Chronixx als auch Protoje erscheinen im Video. 2019 produzierte Tory Lanez einen Remix für Toast im Rahmen seines International-Fargo-Projekts, welches auf SoundCloud zu finden ist.
Im Jahr 2018 unterzeichnete sie auch bei Columbia Records UK. Ihre Debüt-EP auf dem Label, Rapture, erschien am 14. März 2019. Ihr Video zu Throne, das die Zuschauer auf eine Tour durch ihre Heimatstadt Spanish Town mitnimmt, wurde am 22. Januar 2019 veröffentlicht. Bei den Grammy Awards 2020 wurde Rapture als bestes Reggae-Album des Jahres ausgezeichnet.

## Diskografie

### Alben
- 2022: Gifted

### EPs
- 2019: Rapture

### Singles
- 2017: Legend
- 2017: Burning
- 2018: Raggamuffin
- 2018: Toast
- 2019: Blazin
- 2019: Throne
- 2019: Rapture (UK: Silber)
- 2019: W (mit Gunna)
- 2020: Repeat von J Hus (mit Koffee)
- 2020: Lockdown
- 2020: Pressure
- 2020: Don’t Walk Away von John Legend (mit Koffee)
- 2021: West Indies
- 2021: The Harder They Fall

## Auszeichnungen für Musikverkäufe
| Goldene Schallplatte - Zentralamerika - 2023: für die Single Toast |

Anmerkung: Auszeichnungen in Ländern aus den Charttabellen bzw. Chartboxen sind in ebendiesen zu finden.
| Land/RegionAuszeichnungen für Musikverkäufe (Land/Region, Auszeichnungen, Verkäufe, Quellen) | Silber     | Gold  | Platin  | Verkäufe  | Quellen        |
| -------------------------------------------------------------------------------------------- | ---------- | ----- | ------- | --------- | -------------- |
| Vereinigtes Königreich (BPI)                                                                 | 3× Silber3 | —     | Platin1 | 1.200.000 | bpi.co.uk      |
| Zentralamerika (CFC)                                                                         | —          | Gold1 | —       | 35.000    | cfc-musica.com |
| Insgesamt                                                                                    | 3× Silber3 | Gold1 | Platin1 |           |                |